# 世界健身俱樂部
世界健身俱樂部（英語：World Gym International）是一間全球健身房連鎖店，也是台灣最大的連鎖健身房。1976年成立，目前在世界多國有分公司。2024年，World Gym美國總公司被台湾分公司收购。

## 歷史
喬·戈爾德於1965年創立了黃金健身房品牌，培養了一些專業的健美運動員而出名，他在1973年賣掉了健身房和品牌權利，並重新創業。當他回來商海時後悔自己已將品牌權利賣了。由於他不能在名字中使用“金”，只能開設了一個名為World Gym的新健身房。喬·戈爾德將他在山谷的世界健身俱樂部分店賣給了一位名叫史蒂夫戴維斯的健美運動員，後者後來以25,000美元（當時幣值）的價格賣掉了它。喬·戈爾德在2004年82歲時，賣掉在聖塔莫尼卡的另一個世界健身俱樂部總店並獲得股權，此後世界健身俱樂部處於Cammilleri 家族控制之下成為世界性投資產業。
2024年10月28日，世界健身台灣區董事長柯約翰（英語：John Caraccio）宣布以900萬美元（約新台幣2.88億元）收購美國總公司，獲得World Gym品牌全球經營權，全球營運總部地址亦隨之遷至台灣臺中市。
2024年11月10日，世界健身宣布接手經營台南市深呼吸運動（英語：Deep Breathing）5間會館，並於2025年1月1日完成經營權轉換。

## 外部連結
- World Gym （页面存档备份，存于）（英文）
  - World Gym International的Facebook專頁
  - World Gym Global的X（前Twitter）
  - World Gym Global的Instagram帳戶
  - YouTube上的World Gym Global頻道
- World Gym世界健身俱樂部 （页面存档备份，存于）（中文）（英文）
  - World Gym健身俱樂部 Taiwan的Facebook專頁
  - World Gym Taiwan的Instagram帳戶
  - YouTube上的World Gym Taiwan頻道
  - World Gym Taiwan Blog （页面存档备份，存于）